# Giampietro Secchi
Padre Giampietro Secchi (Sabbione, 15 luglio 1798 – Roma, 10 maggio 1856) è stato un gesuita, archeologo e filologo italiano.

## Biografia
Nato a Sabbione, una frazione del comune di Reggio Emilia, nell'attuale Emilia Romagna, Giampietro Secchi era fratello dell'astronomo Angelo Secchi. Entrato nella Compagnia di Gesù il 21 ottobre del 1816, insegnò Retorica e Letteratura greca al Collegio Romano, del quale divenne anche il bibliotecario.
Per molti anni lavorò per l'Istituto Archeologico Germanico a Roma, godendo di grande autorevolezza e si occupò soprattutto di epigrafia greca. Tra i suoi studenti al Collegio Romano ci fu il futuro archeologo Giovanni Battista de Rossi, che sotto la guida di G.P. Secchi si iniziò allo studio dell'epigrafia greca.
Alla proclamazione della Repubblica Romana venne arrestato a Orte 12 Aprile 1849 da un gruppo di rivoluzionari guidati da Giacomo Lomellino D'Aragona e imprigionato a Viterbo, per essere rilasciato solo l'8 luglio. Morì a Roma nel 1856.
Giampietro Secchi è stato membro di numerose società scientifiche, tra le quali l'Académie des inscriptions et belles-lettres, l'Accademia Tiberina, l'Istituto Archeologico Germanico, l'Accademia di San Luca, la Congregazione dei Virtuosi al Pantheon, la Société orientale de France, La Société des antiquaires de France e l'Accademia Reale Prussiana delle Scienze.

## Opera
Grande esperto di archeologia classica, ermeneutica, storia della Chiesa e filologia, Secchi ha lasciato molte opere archeologiche ed erudite. Carlos Sommervogel ne enumera circa 50 (Bibliothèque de la Compagnie de Jésus, Bruxelles 1896, tomo VII, coll. 1031-1039).

## Opere
- Giampietro Secchi, Campione d'antica bilibra romana in piombo conservato nel Museo Kircheriano con greca inscrizione inedita illustrata dal p. Giampietro Secchi della Compagnia di Gesù professore di filologia greca in Collegio romano, Roma, Tipografia delle belle arti, 1835.
- Giampietro Secchi, Inscrizioni Greche trovate in Arado, oggi Ruad isola ... notizia di una scoperta di tre templi pagani presso l'antico Berito, Roma, Camera apostolica, 1838.
- Giampietro Secchi, Esame della recente edizione del Nuovo Testamento greco pubblicata a Lipsia dal dottore G. Martino Agostino Scholz, Roma, dalla Tipografia Salviucci, 1839.
- Giampietro Secchi, Giove ... e l'oracolo suo nell'antro Ideo ... dissertazione, Roma, Tipografia della R. C. A., 1840.
- Giampietro Secchi, Monumenti inediti d'un antico sepolcro di famiglia greca scoperto in Roma su la via Latina dichiarati dal P. Giampietro Secchi, Roma, Dalla tip. Salviucci, 1843.